# Школа Чже

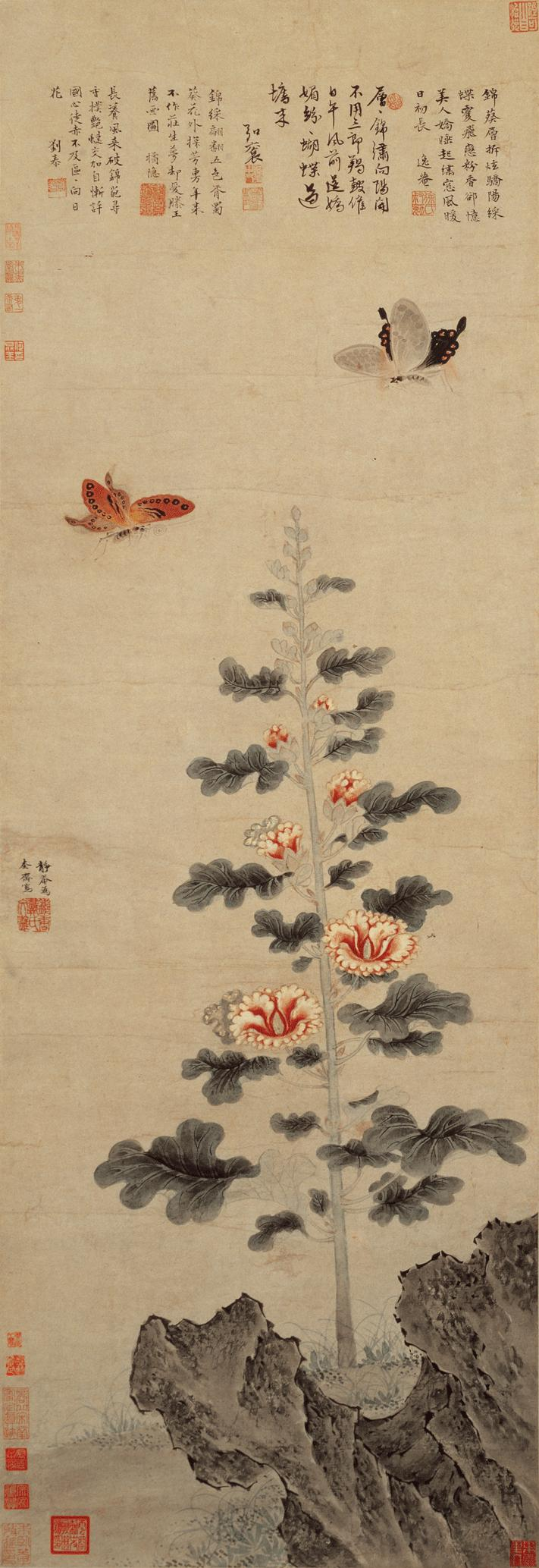
«Шток-роза й метелики». Дай Цзінь

Школа Чже (浙派) — одна з китайських шкіл живопису часів династії Мін, розквіт якої припав на ранній і середній період династії.

## Фундація
Назва школи походить від першого ієрогліфа в найменуванні провінції Чжецзян. Витоки бере від художніх традицій часів династії Сун. Після падіння династії Південна Сун, в що відбувся хаосі багато придворні художники залишили столицю і осіли в провінціях Цзянсу, Чжецзян і Фуцзянь. Це послужило причиною поширення академічного стилю, і сприяло поступовому зростанню числа місцевих професійних художників. Родоначальником і центральною фігурою школи Чже став Дай Цзінь (1388–1462). Йому було тісно в рамках академічного стилю, він більш сміливо поєднував південносунську мальовничу традицію з північносунською. Він не винайшов ніякого нового стилю, просто його талановита суміш традицій знайшла безліч шанувальників.

## Діяльність
Майстри школи Чже не були офіційними художниками, не знаходилися на жалуванні держави. Тим не менш, вони отримували невелику підтримку від імператорського двору. Тематичний репертуар цих художників був продовженням південносунської традиції — картини в жанрі «квіти і птахи», пейзажі, а також твори на міфологічні та історичні теми.
Школа Чже складалася з художників-професіоналів, які заробляли живописом собі на життя. Однак стилі професійних художників піддавалися постійній критиці. Недоліками її представники вважалося: надмірно експресивна і недостатньо вишукана робота пензля та те, що представники школи були вихідцями з суспільних низів, на відміну від освічених чи заможних родин художників-учених. Особливо різкій критиці піддавалися Чжан Лу, Ван Чжао і Цзян Суна, картини яких вчені звинувачували в «дикості» і «єресі». Під натиском такої критики художники-професіонали поступово втратили свій ринок, і залишилися без надій заробляти мистецтвом на життя. Деякі з них були змушені відмовитися від академічної традиції і зайнятися імітацією «живопису вчених», або впритул наблизилися до їхнього стилю. Інші в пошуках свіжих ідей звернулися до масового мистецтва, що сприяло широкому поширенню популярних новорічних картинок і ксилографії наприкінці династії Мін. Тим не менш стилі школи Чже продовжували ще довго впливпти на живопис Китаю, Японії та Кореї.
Вираз «школа Чже» (Чжепай) вживають і в більш широкому сенсі для позначення всіх придворних стилів живопису епохи Мін, протиставляючи їх «живопису вчених», головним осередком якої була «Школа У».

## Представники
Школа Чже являла собою різних регіональних художників, які наслідували стилю Дай Цзіня. В першу чергу це були його родичі — син — Дай Цюань, зять — Ван Шісян. У середній період правління династії Мін популярність отримали Ся Чжи, Фан Юе, Чжун Ан, Ся Цуй та У Вей.